# Kingman (Kansas)
Kingman és una població dels Estats Units a l'estat de Kansas. Segons el cens del 2000 tenia 3.387 habitants.

## Demografia
Segons el cens del 2000, Kingman tenia 3.387 habitants, 1.407 habitatges, i 911 famílies. La densitat de població era de 376,9 habitants/km².
Dels 1.407 habitatges en un 28,9% hi vivien nens de menys de 18 anys, en un 52,7% hi vivien parelles casades, en un 9,5% dones solteres, i en un 35,2% no eren unitats familiars. En el 33% dels habitatges hi vivien persones soles el 18,8% de les quals corresponia a persones de 65 anys o més que vivien soles. El nombre mitjà de persones vivint en cada habitatge era de 2,34 i el nombre mitjà de persones que vivien en cada família era de 2,95.
Per edats la població es repartia de la següent manera: un 26,4% tenia menys de 18 anys, un 7,1% entre 18 i 24, un 23,6% entre 25 i 44, un 20,2% de 45 a 60 i un 22,7% 65 anys o més.
L'edat mediana era de 40 anys. Per cada 100 dones de 18 o més anys hi havia 82,7 homes.
La renda mediana per habitatge era de 36.018 $ i la renda mediana per família de 42.813 $. Els homes tenien una renda mediana de 32.000 $ mentre que les dones 23.988 $. La renda per capita de la població era de 19.286 $. Entorn del 10,3% de les famílies i el 12,2% de la població estaven per davall del llindar de pobresa.

## Poblacions més properes
El següent diagrama mostra les poblacions més properes.